# Vadkár
A vadkár a vad normális életvitele – táplálkozás, mozgás és a búvóhely készítése, annak használata – során okozott gazdasági hátrány, azaz kár, amit az általa használt területen lévő mezőgazdaságilag művelt vagy erdőterületeken okoz. Az erdőművelőt kár éri, mivel nem tudja a törvényben előírt idő alatt befejezetté nyilvánítani az erdőfelújítást, ezért bírságot fizet. A továbbiakban is jelentős anyagi kár érheti a növekedési erély és a minőség csökkenése miatt.
A mezőgazdasági termelők, erdőgazdálkodók és a természetvédők gyakran hangoztatott álláspontja szerint a hazai nagyvad állomány túltartott, azaz meghaladja a terület vadeltartó képességének felső határát. Ezzel a vadgazdálkodást folytató szakemberek vitatkoznak, hisz számos kérdés, fogalom vár még tisztázásra. A probléma fő oka szerintük nem a vad magas létszáma, hanem a vad általi intenzív területhasználat, ami számos okra vezethető vissza.

## A leggyakoribb vadkár megjelenési formák az erdei élőhelyeken és azok okai
Az erdei vadkárok legfőbb okozójaként a gímszarvast, az őzet, a muflont és a vaddisznót teszik felelőssé. A károkozás leggyakrabban előforduló fajtái a rágás, hántás, szaporító anyag fogyasztás (makkolás) és a tiprás.
A természetvédők leggyakrabban a muflont, mint betelepített fajt hibáztatják a hazai erdei élőhely átalakításával. Annak ellenére, hogy a természetvédők a muflont teljes egészében kiemelnék a hazai élőhelyekről, a muflon károkozásával meglehetősen kevés tanulmány foglalkozik (Pecze és Mátrai 2001). Jóval több közlemény látott napvilágot a gímszarvas károkozásáról. Az utóbbi években pedig egyre nagyobb hangsúlyt 
kap az őz, mint jelentős erdei károkozó. Találhatunk olyan vizsgálatokat, ahol azt találták, hogy az őz, annak ellenére, hogy élőhelye jóval kisebb területű, mint a gímszarvasé, mégis sokkal jelentősebb rágást okoz azokon a területeken, ahol  megtelepszik.(Szabó, 1997, Náhlik, 2003) 
A gímszarvas elsősorban a tölgy újulatokban okoz számottevő kárt. 
A szaporító anyag, azaz a fásszárúak magtermésének elfogyasztásában nagyon sok állatfaj közreműködik a rágcsálóktól a csülkös nagyvadfajokig. Talán a legnagyobb mennyiséget a vaddisznó fogyaszt el, veszélyeztetve ezzel az anyaállomány alatt megjelenő magoncokat, hátráltatva ezzel az erdők megújulását.
A fiatal korban többször rágott csemeték jelentős torzulásokat és növekedésbeli elmaradást szenvedhetnek, ami egyértelműen rontja a fa és az erdő értékét. Ez az ún. minőségi kár. Előfordulhat, hogy a nagymértékű rágás vagy törés következtében a csemete nem képes regenerálódni és elpusztul. Ezt mennyiségi kárnak nevezzük.(Bartha, Faragó, Náhlik, Winkler, 2006)
A hántás a fa kérgének lenyúzása. Jellemzően a téli időszakban, a gímszarvas követi el. A károkozás hátterében legtöbbször szegényes táplálékkínálatú területeken „beszorult” egyedek állnak. A lehántott kéreg nyomán a fa egészségét veszélyeztető gombás vagy baktériumos fertőzések eredhetnek meg.
2005-2006 évben az  ÁESz Erdősítések műszaki átvételi jegyzőkönyvei (E-lapok) alapján a mennyiségi vadkár 216 Ha, míg a minőségi vadkár 4440 Ha volt. 2005-2006 évben az  ÁESz Erdősítések műszaki átvételi jegyzőkönyvei (E-lapok) alapján a mennyiségi vadkár 216 Ha, míg a minőségi vadkár 4440 Ha volt. (Mezőgazdasági Szakigazgatási Hivatal Erdészeti Igazgatóság, 2007.)
A fentiek tényszerűen bemutatják, hogy a vad valóban anyagi kárt okoz az erdőgazdálkodóknak és veszélyeztetheti a védett növénytársulásokat, problémát jelentve ezzel a természetvédőknek. 
Azt azonban leszögezhetjük, hogy az erdő egy olyan ökoszisztéma, ahol a vadnak éppúgy helye és szerepe van, mint a lágyszárú és fás szárú növényeknek, rovaroknak, hüllőknek, madaraknak. A vad nélküli erdő nem működhet, minden szempontból természetellenes.
Már nagy elődeink is megfogalmaztak erre vonatkozó állásfoglalást: „ha a vadgazdálkodásnak kedvezünk, satnyul az erdő, ha az erdőgazdálkodásnak, akkor pusztul a vad” (Roth, 1931)
A kárt elszenvedő ágazatok képviselőinek és a vadgazdálkodónak meg kell találnia a megoldást a közös érdekek mentén. Az erdőgazdálkodóknak meg kell vizsgálnia a jelenlegi erdőművelési gyakorlatot, hogy lehet-e azon változtatva a vad számára kedvezőbb életfeltételeket biztosítani, távol tartható-e a vad az újulatoktól valamilyen alternatív megoldással.

## A vad viselkedését, táplálkozási szokásait vizsgáló kutatások
Számos vadgazdálkodási kutatóhelyen foglalkoznak az egyes vadfajok alaposabb megismerésével. (Prior, 1994; Putman és Moore, 1998; Szemethy és mtsai, 1998, Mátrai és Szemethy, 2000, Mátrai és mtsai, 2002, Katona, 2003) Fontos pontosítani a vadlétszám becslési eljárásokat ahhoz, hogy megállapítható legyen a vad jelenlegi létszáma és a terület eltartó képessége. Fontos tisztázni, hogy ez utóbbi nem egy szám, hisz az nem lenne értelmezhető, hanem egy minimum és egy maximum értékintervallumban fejezhető ki.
Szintén vizsgálják a vad területhasználatát, amihez modern megfigyelési eljárásokat alkalmaznak, mint a rádió-telemetria vagy a GPS jeladó. (Tóth és Szemethy, 2001, Szemethy, 2002, Katona, 2002, Türke, 2004)Ezekkel megfigyelhető, hogy az egyes vadfajok adott élőhelyeken mekkora körzetben mozognak, vándorolnak-e, illetve következtetni lehet a ciklikusságból bizonyos törvényszerűségekre. Célzott vizsgálatokkal állapítják meg az egyes vadfajokra adott élőhelyen legjellemzőbb táplálék preferenciát, azaz hogy ha módja van válogatni, akkor a vad milyen táplálékokat választ. Szintén vizsgálják a vadfajok táplálóanyag szükségletét, takarmányértékesítési sajátosságait. Ezzel a mesterséges takarmány kiegészítés hatékonysága javítható.
Konkrét eredmények támasztják alá, hogy a vizsgált erdei élőhelyeken a vad számára takarmányként megfelelő zöldtömeg, azaz biomassza tömege 2-3 tonna hektáronként. (Katona, K. és mtsai., 2003). Ez egyben azt is jelenti, hogy a kiegészítő takarmányozás elhanyagolható ehhez képest és törekednünk kell ennek a forrásnak a leghatékonyabb kihasználására.
Szintén több munka megállapította már, hogy a vad számára az elsődleges táplálékforrást a cserjeszint biztosítja. Fontos táplálék szerepe mellett a cserjefélékben gazdag élőhelyek a legalkalmasabbak búvóhelyül a vad számára.(Mátrai és Kabai, 1989, Mátrai és Szemethy, 2000)
Sajnos, ha megvizsgáljuk erdeinket, akkor azt tapasztaljuk, hogy a vad számára optimális magasságban csak szegényes cserjeszint található vagy az egyáltalán nincs is meg. Ebből következhet az a megállapítás, hogy a vadnak nincs miért a záródott erdőkben táplálékot keresgélni, hisz ott nem vagy csak alig találnak számukra megfelelőt. Addig megy, amíg nem talál valami számára alkalmas forrást. Sajnos ez leggyakrabban a fiatal, nagy nedvességtartalmú és magas ásványi- és táplálóanyag tartalmú erdősítések, újulatok.

## Egy szempont: A vad igényeinek szem előtt tartása, ami közelebb vihet a megoldáshoz
A szegényes cserjeszint miatt egyrészt a biológiai sajátosságok felelősek, hiszen egy záródott bükkösben a túl kevés beszűrődő fény miatt szinte nincs másodlagos vagy harmadlagos fásszárú szint. De a cserjeszint elszegényedésért legalább ilyen mértékben felelős a jelenlegi erdőművelési gyakorlat. Az anyaállomány letermelésekor már jelentős hányada sérül a magoncoknak és csemetéknek. A későbbi erdőművelési munkák során is gyakorlatilag kiirtják a cserjeféléket. A fent hivatkozott eredményekből az következik, hogy a vad számára muszáj alternatív táplálékforrást, optimális helyen lévő táplálkozóhelyeket biztosítani. Ezzel a gyakorlattal talán részben vagy akár egészben távol tartható lenne az érzékeny területektől a vad.